# Oenochrodes
Oenochrodes är ett släkte av fjärilar. Oenochrodes ingår i familjen plattmalar.
Kladogram enligt Catalogue of Life:
| Oenochrodes | \| \| Oenochrodes crossoxantha \| \| \| \| \| \| Oenochrodes leptomera \| \| \| \| |
|             | \| \| Oenochrodes crossoxantha \| \| \| \| \| \| Oenochrodes leptomera \| \| \| \| |
|             | Oenochrodes crossoxantha                                                           |
|             |                                                                                    |
|             | Oenochrodes leptomera                                                              |
|             |                                                                                    |